# António de Spínola
António Sebastião Riberio de Spínola (Estremoz, 11 aprile 1910 – Lisbona, 13 agosto 1996) è stato un generale e politico portoghese.

## Biografia
Generale dell'Esercito portoghese, fu governatore della colonia della Guinea dal 1968 al 1973.
Rimosso della carica da Marcello Caetano, fu tra gli ispiratori del colpo di Stato avvenuto il 25 aprile 1974 (conosciuto come Rivoluzione dei Garofani), che abbatté la dittatura dello Estado Novo. Spínola divenne subito Presidente della Giunta di Salvezza Nazionale e il 15 maggio 1974 fu nominato Presidente della Repubblica. Durante questa carica, si oppose fermamente alle forze di sinistra all'interno del Movimento das Forças Armadas. Il 30 settembre 1974 si dimise dalla carica e fu sostituito da Francisco da Costa Gomes.
L'11 marzo 1975 tentò un nuovo colpo di Stato, in collaborazione con le forze più reazionarie del paese. Il piano fu però scoperto e sventato, e dunque Spínola fu costretto all'esilio in Brasile, dove rimase fino all'agosto 1976. Tornato in patria si ritirò dalla politica, apparendo in pubblico solo in occasione dell'anniversario della rivoluzione.

## Onorificenze

### Onorificenze portoghesi
Come Presidente della Repubblica:
Personalmente è stato insignito dei titoli di: